# Miss Kentucky USA
A competição Miss Kentucky USA é o concurso que elege a representante do Kentucky para o concurso Miss USA. A atual diretora do Miss Kentucky USA e do Miss Kentucky Teen USA é Connie Clark Harrison, Miss Kentucky USA 1976 e única representante do Estado a conseguir o prêmio de Miss Simpatia em nível nacional.
Três vencedoras do Miss Kentucky USA também venceram o título de Miss Kentucky Teen USA e competiram no Miss Teen USA. Duas misses Kentucky USA também competiram no Miss América, uma delas representando o Wyoming.

## Cobertura da mídia
Em 2006, foi reportado que a Miss Kentucky USA 2002, Elizabeth Arnold, mantinha um relacionamento com o cantor Nick Lachey. Naquele mesmo ano, Tara Conner se tornou a primeira Miss Kentucky USA a vencer o Miss USA, colocando o Estado em seu segundo "top 5" consecutivo, após Kristen Johnson ficar em terceiro lugar em 2005. Logo, se viu em probelmas relacionados com alcoolismo e consumo de drogas ilícitas, além de ter beijado a então miss Teen USA, Katie Blair, entre outras manchetes criadas a seu respeito pela imprensa sensacionalista de seu país. Numa entrevista coletiva, em 21 de dezembro de 2006, Donald Trump deu a Conner uma "segunda chance" para permanecer com seu reinado, contanto que seguisse para um programa de reabilitação. Apesar dos escândalos e após sair da reabilitação, Tara Conner encerrou normalmente seu reinado em 23 de março de 2007.
Em 2008, outro escândalo abalaria a reputação do certame: a Miss Kentucky USA de então, Alysha Harris, foi envolvida na divulgação de fotos sensuais supostamente contrárias ao regulamento. No material divulgado pela imprensa de fofocas, Harris estaria dançando para o recebedor do New England Patriots, Randy Moss.

## Sumário de resultados

### Classificações
- Vencedora: Tara Conner (2006)
- 3ªs colocadas: Kristen Johnson (2005)
- 4ªs colocadas: Julie Andrus (1965)
- 5ªs colocadas: Johanna Reid (1964), Patricia Barnstable (1971), Lisa Devillez (1980), Kristina Chapman (1982), Maria Montgomery (2009)
- Top 6: Tiffany Tenfelde (1990), Angela Hines (1992)
- Top 12: Carol Wallace (1975), Mitzi Jones (1995)
- Top 11: Katie George (2015)
- Top 15: Mary Ann Stice (1953), Marcia Chumbler (1961)

### Premiações
- Miss Simpatia: June Pinkley (1968) Connie Clark (1976)
- Miss Fotogenia: Robin Overby (1985)
- Melhor Traje Típico: Charlesy Gulick (1974)

## Vencedoras
| Ano     | Nome                  | Cidade          | Idade1 | Classificação no Miss USA | Premiações Especiais no Miss USA | Notas |
| ------- | --------------------- | --------------- | ------ | ------------------------- | -------------------------------- | --- |
| 2020    | Lexie Iles            | Louisville      | 23     |                           |                                  | |
| 2019    | Jordan Weiter         | Louisville      | 22     |                           |                                  | |
| 2018    | Braea Tilford         | Louisville      | 25     |                           |                                  | |
| 2017    | Madelynne Myers       | Louisville      | 22     |                           |                                  | |
| 2016    | Kyle Hornback         | Louisville      | 20     |                           |                                  | |
| 2015    | Katie George          | Louisville      | 21     | Top 11                    |                                  | Fan Vote |
| 2014    | Destin Kincer         | Whitesburg      | 21     |                           |                                  | |
| 2013    | Allie Leggett         | Whitley         | 19     |                           |                                  | |
| 2012    | Amanda Mertz          | Louisville      | 25     |                           |                                  | |
| 2011    | Kia Hampton           | Louisville      | 21     |                           |                                  | Tornou-se integrante do Pussycat Dolls                                                                                             |
| 2010    | Kindra Clark          | Mt. Washington  | 19     |                           |                                  | |
| 2009    | Maria Montgomery      | Danville        | 19     | 5ª colocada               |                                  | |
| 2008    | Alysha Harris         | Carrollton      | 20     |                           |                                  | Primeira afro-americana a vencer o concurso estadual                                                                               |
| 2007    | Michelle Banzer       | Louisville      | 24     |                           |                                  | Primeira mulher de minorias a vencer o concurso estadual                                                                           |
| 2006    | Tara Conner           | Russell Springs | 20     | Vencedora                 |                                  | Foi Miss Kentucky Teen USA 2002 (3ª colocada e Melhor em Traje de Banho no Miss Teen USA 2002) e 5ª colocada no Miss Universo 2006 |
| 2005    | Kristen Johnson       | Slaughters      | 23     | 3ª colocada               |                                  | Foi Miss Kentucky Teen USA 2000 (3ª colocada e Miss Fotogenia no Miss Teen USA 2000)                                               |
| 2004    | Lauren Stengel        | Louisville      | 22     |                           |                                  | |
| 2003    | Lori Mitchell         | Scottsville     | 21     |                           |                                  | |
| 2002    | Elizabeth Arnold      | Columbia        |        |                           |                                  | Foi Miss Kentucky Teen USA 1999 |
| 2001    | Jo Pritchard          | Hardin          |        |                           |                                  | |
| 2000    | Jolene Youngster      | Glasgow         |        |                           |                                  | |
| 1999    | Lori Menshouse        | Ashland         |        |                           |                                  | Foi Miss Kentucky 1997 |
| 1998    | Nancy Bradley         | Franklin        |        |                           |                                  | |
| 1997    | Rachyl Hoskins        | Liberty         | 22     |                           |                                  | |
| 1996    | Lorie West            | Campbellsville  | 22     |                           |                                  | |
| 1995    | Mitzi Jones           | White Plains    |        | Semi-finalista            |                                  | |
| 1994    | Kim Buford            | Paducah         |        |                           |                                  | |
| 1993    | Karen Gibson          | Kevil           |        |                           |                                  | |
| 1992    | Angela Hines          | Maysville       |        | Finalista                 |                                  | |
| 1991    | Susan Farris          | Benton          |        |                           |                                  | |
| 1990    | Tiffany Tenfelde      | Lakeside Park   |        | Finalista                 |                                  | |
| 1989    | Veronica Hensley      | Danville        |        |                           |                                  | |
| 1988    | Suzanne Pitman        | Murray          |        |                           |                                  | |
| 1987    | Beth Clark            | Mayfield        |        |                           |                                  | |
| 1986    | Jackie Taylor         | Paducah         |        |                           |                                  | |
| 1985    | Robin Overby          | Calvert City    |        |                           | Miss Fotogenia                   | 2ª colocada no Miss World USA 1979                                                                                                 |
| 1984    | Tammy Melendez        | Murray          |        |                           |                                  | |
| 1983    | Lee Ann Austin        | Benton          |        |                           |                                  | |
| 1982    | Kristina Chapman      | Owensboro       | 19     | 5ª colocada               |                                  | |
| 1981    | Denise Gibbs          | Paducah         |        |                           |                                  | |
| 1980    | Lisa Devillez         | Owensboro       |        | 5ª colocada               |                                  | |
| 1979    | Linda Passmore        | Hopkinsville    |        |                           |                                  | |
| 1978    | Linda Woodruff        | Louisville      |        |                           |                                  | |
| 1977    | Sandy Smith           | Princeton       |        |                           |                                  | |
| 1976    | Connie Clark          | Benton          |        |                           | Miss Simpatia                    | Atual diretora dos concursos Miss Kentucky USA e Miss Kentucky Teen USA sob o nome de casada, Connie Clark-Harrison                |
| 1975    | Carol June Wallace    | Somerset        |        | Semi-finalista            |                                  | Mais tarde Miss Wyoming 1976, mãe da Miss Kentucky 2002, Mary Catherine Correll                                                    |
| 1974    | Charlesy Gulick       |                 |        |                           | Best State Costume               | |
| 1973    | Nancy Coplen          |                 |        |                           |                                  | |
| 1972    | Tamara Branstetter    |                 |        |                           |                                  | |
| 1971    | Patricia Barnstable   | Louisville      |        | 5ª colocada               |                                  | |
| 1970    | Joanna Smith          | Morgantown      |        |                           |                                  | |
| 1969    | Regina Pryor          |                 |        |                           |                                  | |
| 1968    | June Pinkley          |                 |        |                           | Miss Simpatia                    | |
| 1967    | Debbie Dibble         |                 |        |                           |                                  | |
| 1966    | Jennifer Burcham      |                 |        |                           |                                  | |
| 1965    | Julie Andrus          |                 |        | 4ª colocada               |                                  | |
| 1964    | Johanna Reid          |                 |        | 5ª colocada               |                                  | |
| 1963    | Mary Ann Arnold       |                 |        |                           |                                  | |
| 1962    | Sally Margaret Carter | Lowes           |        | Semi-finalista            |                                  | |
| 1961    | Marcia Chumbler       | Mayfield        |        | Semi-finalista            |                                  | |
| 1960    | Barbara Joan Lovins   |                 |        |                           |                                  | |
| 1959    | Sherree Owens         |                 |        |                           |                                  | |
| 1958    | Shannon Beasley       |                 |        |                           |                                  | |
| 1955-57 | Não enviou candidata  |                 |        |                           |                                  | |
| 1954    | Nikki Horner          |                 |        |                           |                                  | |
| 1953    | Mary Stice            |                 |        | Semi-finalista            |                                  | |
| 1952    | Jean Tingle           |                 |        |                           |                                  | |

1 Idade à época do concurso Miss USA